# Rudolf Sturm
Friedrich Otto Rudolf Sturm o, simplement, Rudolf Sturm (1841-1919) va ser un matemàtic alemany.

## Vida i Obra
Sturm va ingressar a la universitat de la seva ciutat natal, Breslau, el 1859 i va obtenir el doctorat el 1862. A partir d'aquesta data va exercir de professor ajudant i a temps parcial a Bromberg (actual Bydgoszcz, Polònia), fins al 1872 en què va passar a ser professor de geometria descriptiva a l'Escola Tècnica de Darmstadt. El 1878 va ser nomenat professor titular de la universitat de Münster i el 1892 de la de Breslau. El 1904, quan es va crear la tercera càtedra de matemàtiques de la universitat, va ser nomenat catedràtic.
El camp principal de treball de Sturm va ser la geometria sintètica, estudiant les superfícies de tercer grau i les seves representacions projectives. Va ser un autor prolífic que va publicar nombrosos articles, reunits en quatre volums amb el títol de Die lehre von den geometrischen verwandtschaften (La teoria de les connexions geomètriques) i que es van publicar a Leipzig els anys 1908 i 1909.